# 山姆·奇德斯
山姆·奇德斯（英語：Sam Childers，1963年—），美國人，生於北達科他州，知名慈善家、基督教傳教士。
早年混跡摩托车帮会，其後投入畢生精力與財產資源，致力解救南蘇丹內戰中的受害孩童。奇德斯與其妻琳恩（Lynn）創建主持東非洲天使教堂以及南蘇丹尼穆萊的兒童之村孤兒院，目前領養照料超過300名兒童。

## 早年生涯
山姆·奇德斯生於北達科他州大福克斯市，其父保羅·奇德斯（Paul Childers）是一名曾入伍服役的鋼鐵工人，山姆有兩個哥哥：小保羅（ Paul Jr.）與喬治（George），還有個足歲就不幸夭折的姊姊唐娜（Donna），在他的成長過程中，父母總是跟隨建案不停遷移住所。1974年春天，山姆剛滿12歲，家裡搬到明尼蘇達州，秋天升上七年級，在進入高中前的那兩年在山姆生命中舉足輕重，他迷上香煙、酒精、大麻以及海洛因，使他在許多年中不停酗酒，還患有毒癮問題並且販賣毒品。他還愛上摩托車，加入飛車黨也就不在話下。

## 非洲生涯
1992年夏天，山姆在神召會教堂受洗為基督徒，當天早晨牧師預言他會前往非洲。1998年底，山姆啟程前往蘇丹，從這趟旅程以後，他就開始揭發約瑟夫·科尼與其領導的聖主抵抗軍（LRA）窮兇極惡的所做所為。在他第一次蘇丹之旅後不久，山姆與其妻琳恩便創建了東非洲天使教堂以及南蘇丹的兒童之村孤兒院，兒童之村目前收容教養超過300名孤兒，成立以來救助過上千名兒童。孤兒院裡的工作人員自己也都是蘇丹孤寡，此處是南蘇丹最大的孤兒院。
山姆在非洲的生涯經歷，盡悉寫在他的書《另一人的戰爭》（Another Man's War）中。2009年11月，他在伊利諾州黛柏拉·皮柏絲（Debra Peppers）的電視節目中，透露他也曾參與北烏干達的兒童救援行動。

## 大眾文化
2011年相對論傳媒改編山姆·奇德斯的自傳，以《重裝教士》為題將山姆的生平登上大銀幕，影片由傑森·科勒（Jason Keller）編劇，馬克·福斯特執導，傑拉德·巴特勒主演，蜜雪兒·摩納漢飾演山姆的妻子琳恩，麥可·珊農飾演山姆的好友唐尼。

## 外部連結
- Official Movie Site for "Machine Gun Preacher" （页面存档备份，存于）
- Angels of East Africa （页面存档备份，存于）
- Interview with Sam Childers about Machine Gun Preacher